# Гордон Велчман
Вільям Гордон Велчман (англ. Gordon Welchman; 15 червня 1906, Брістоль, Англія — 8 жовтня 1985, Ньюберіпорт, Массачусетс, США) — британський (пізніше американський) математик і криптоаналітик. Під час Другої світової війни керував відділом в Блетчлі-парку.

## Ранні роки
Гордон Велчман народився 15 червня 1906 року в передмісті Брістоля в Англії. Батько Гордона, Вільям Велчман (англ. William Welchman), був місіонером, згодом він став сільським священиком, а потім архідияконом в Брістолі. Мати Гордона, Елізабет, була дочкою преподобного Едварда Мул Гріффіта (англ. Edward Moule Griffit). Гордон був наймолодшим в сім'ї, де крім нього було ще двоє дітей: сестра — Енід і брат — Ерік. Ерік загинув у 1914 році в Монсі на початку Першої Світової війни.
У дитячі роки Гордон страждав заїканням, подолати дане порушення мови допоміг йому спів, що й визначило його подальшу любов до музики. Також одним із його захоплень були танці. У 1920 році Гордон був відправлений у Марлборо-коледж (Marlborough College). У коледжі юнак навчався артилерійській справі. Кар'єра артилерійського офіцера могла зацікавити Гордона, але його спілкування з учителем математики Аланом Робсоном (англ. Alan Robson) повело його по іншому шляху. Після закінчення Марлборо-коледжу в 1925 році, він вступив у Трініті-коледж і навчався в ньому з 1925 по 1928 по математичій спеціальності. Після закінчення Трініті-коледжу Велчман рік викладав математику в Челтенхемській школі (Cheltenham Boys' School). У 1929 році Гордон повернувся в Кембридж, де він отримав посаду наукового співробітника Сідней Сассекс коледжу (Sydney Airport College). Пізніше, в 1932 році Велчман був обраний на посаду декана. Гордон спеціалізувався в області алгебраїчної геометрії. У 1934 році йому було доручено зайнятися написанням книги Введення в алгебраїчну геометрію (англ. Introduction to Algebraic Geometry).
Був відомий у багатьох колах. У 1932 році він брав участь в експедиції в Шпіцберген ({{lang-en|Spitzbergen). Він був приємний зовні, в ньому було добре розвинене відчуття стилю. З ним було цікаво спілкуватися, так як він з легкістю говорив на широке коло тем. Головними його інтересами, крім музики, були мотоцикли й жінки.
У 1931 році Велчман познайомився з Бетті Хантлі-Врайт (англ. Betty Huntly-Wright). Пізніше, в 1936 році він зустрів свою першу дружину, Кетрін Хаджсон (англ. Katharine Hodgson). 20 березня 1937 року Гордон Велчман і Кетрін Хаджсон одружилися. Гордон з родиною оселився на околиці Кембриджа. 11 січня 1938 року на світ з'явився перша дитина Гордона і Кетрін, Джеремі Ніколас (англ. Jeremy Nicholas).
У процесі роботи познайомився зі своїми майбутніми колегами по Блетчи-Парку, такими як Джон Герівел, Аса Бріггс (англ. Asa Briggs), Пол Коелс (англ. Paul Coales), Малькольм Чемберлейн (англ. Malcolm Chamberlain), Едвард Дадлі Сміт (англ. Edward Dudley Smith), Джон Меністі (англ. John Manisty), Джим Пессент (англ. Jim Passant), Девід Ріс (англ. David Rees), Говард Сміт (англ. Howard Smith) і Леслі Йокселл (англ. Leslie Yoxall).

## Робота в Блетчлі-парку
На початку війни керівник британської криптографічної служби «Урядова школа кодування і шифрування» (Government Code and Cypher School, GC&CS) Алістер Денністон запропонував Велчману роботу в своїй організації. Велчман отримав посаду начальника 6-го відділу (англ. Hut Six), що відповідав за криптоаналіз повідомлень вермахту і люфтваффе. Велчман був одним із перших чотирьох запрошених, поряд з професором логіки Аланом Тюрінгом і шахістами Стюартом Мілнером-Беррі (англ. Stuart Milner-Barry) і Александером Конелом Х'ю О Донелом (англ. Conel Hugh O Donel Alexander). У жовтні 1941 року саме вони подали прохання про збільшення бюджету Блетчлі-парк Вінстону Черчиллю. Прем'єр-міністр наказав своїм підлеглим «діяти сьогодні ж», тим самим наказавши надати криптоаналітикам все, чого вони потребували. Це пізніше стало крилатою фразою Черчілля.
В 1943 Велчман став помічником начальника відділу машинної розшифровки й відповідальним за зв'язок з криптографами США.

### Криптоаналіз «Енігми»
Історія електричної роторної шифрувальної машини «Енігма» починається в 1917 році з патенту, отриманого голландцем Хьюго Кочем. В наступному році патент був перекуплений Артуром Шербіусом (англ.), який розпочав комерційну діяльність з продажу примірників машини як приватним особам, так і німецьким армії і флоту. До середини 1920-х років продажі йшли погано, зокрема, через високу ціну.
У червні 1924 року британська криптографічна служба (Room 40) зацікавилася пристроєм машини. З цією метою була закуплена партія машин у німецької компанії Chiffrier-maschinen AG, яка виробляла «Енігму». Однією з умов угоди була реєстрація патенту в британському патентному бюро, завдяки чому криптографічна служба отримала доступ до опису криптографічної схеми.
Починаючи з 1925 року, коли німецькі військові почали масові закупівлі шифрувальної машини, і до кінця Другої світової війни було виготовлено близько 200 тисяч машин. З 1926 року на використання машини переходить німецький флот, з 1928 року — сухопутні війська. Вони застосовувалися також у службі безпеки та розвідки.
Перший пристрій для розшифровки кода Енігми, — «криптологічна бомба», — було створено польськими математиками напередодні Другої світової війни. На основі цієї розробки та при безпосередній підтримці її творців, в Англії був сконструйований більш «просунутий» агрегат.
Теоретичну частину роботи виконав Алан Т'юрінг. Його роботи з криптографічного аналізу алгоритму, реалізованого в шифрувальній машини «Енігма», ґрунтувалися на більш ранньому криптоаналізі попередніх версій цієї машини, які були виконані в 1938 році польським криптоаналітиком Маріаном Реєвським. Принцип роботи,  розробленого Т'юрінгом, дешифратора складався в переборі можливих варіантів ключа шифру і спроб розшифрування тексту, якщо була відома структура дешифрованого повідомлення або частина відкритого тексту.
Незабаром німці додали в конструкцію Енігми комутуючі пристрій, істотно розширивши цим кількість варіантів коду. Цю задачу вирішив Гордон Велчман, запропонувавши конструкцію «діагональної дошки».

### Метод діагональної дошки
Серйозна трудність з прототипом «Bombe» полягала в тому, що для того, щоб проводити одночасне сканування, необхідно, щоб використовувані меню містили, щонайменше, три петлі. Це досить важкоздійсненна умова й лише невелика частина перехоплених повідомлень відповідали йому. Отже, область застосування Bombe була б дуже обмежена, якщо б не був знайдений спосіб істотно поліпшити її продуктивність.
Гордон Велчман зауважив, що, виходячи з властивості взаємності електричних контактів (якщо W з'єднується з Q, то це означає, що Q також з'єднується з W), можна отримати принципово новий спосіб пошуку початкового розташування контактів, що не потребує присутності петель в меню. Ця ідея призвела до появи додаткової схеми, відомої як метод діагональної дошки, включеної у другу версію прототипу. З цим поліпшенням машина могла використовувати меню тільки з однією петлею або, в окремих випадках, зовсім без петель.

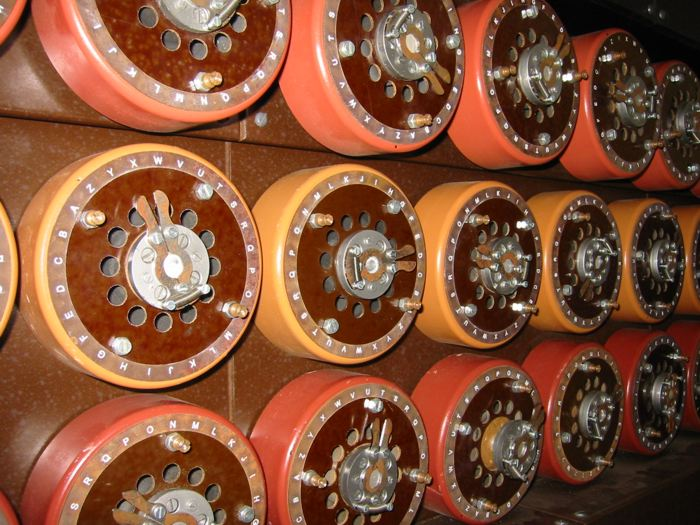
Барабани Bombe з буквеними кільцями. Зверніть увагу, що послідовність букв на кільцях проти годинникової стрілки.

Згідно Джоану Мюррею, здібному молодому математикові, який працював над Bombe, первісна мета Велчмана була спростити використання машини у випадку з меню з двома або більше непов'язаними мережами, які зрідка мали місце. В цей же час Т'юрінг терміново шукає спосіб здійснити одночасне сканування, не покладаючись на присутність декількох петель в меню, і незабаром він розуміє, що діагональна дошка зробить його можливим.
Діагональна дошка стала дуже важливим відкриттям. Коли вона була введена в експлуатацію у версії Bombe Mk II, стало можливим не тільки використовувати набагато більше доступних меню, ніж раніше, але й значно зменшити число випадкових зупинок.
Діагональна дошка складається з квадратної решітки 26 х 26 електричних контактів, в якій 26 рядків використовуються для представлення будь-якої з літер А — Z і 26 стовпців використовуються для подання 26 можливих варіантів літер, з якими вони з'єднані. Пари контактів постійно з'єднані, відповідно властивості взаємності: контакт у рядку F колонці J підключений до контакту рядка J колонки F. Назва «діагональна дошка» виникла, швидше за все, з отриманої форми проведення.
Ефект від підключення діагональної дошки до Bombe полягає в тому, що відбувається збільшення зворотного зв'язку в симетричних шифраторах, і тому потрібно менше пар відкрито-шифрованого тексту для дешифрування. Це дозволяє використовувати більш короткі схеми для дешифрування, які з меншою ймовірністю включають повний оборот середнього ротора Енігми в процесі шифрування. Прискорення, отримане при цьому, було особливо важливим, тому що ключі іноді змінювалися кілька разів в день.

## В США
У 1948 році Велчман переїхав до США. Вів перший комп'ютерний курс в массачусетському технологічному інституті. У 1962 році отримав громадянство. У тому ж році поступив на роботу в Mitre Corporation, де працював над системами зв'язку для армії США. Вийшов на пенсію в 1971 році; залишився на посаді консультанта. В червні 1982 року вийшла у світ книга Велчмана The Hut Six Story, що містила подробиці роботи відділу № 6 Блетчлі-парку під час війни. Книга викликала несхвалення з боку АНБ і Велчман втратив допуск до секретних відомостей (а значить і посаду консультанта MITRE). Також йому було заборонено публічно обговорювати книгу або роботу в Блетчлі-парку. Книга, проте, не була заборонена. Так як американський уряд був проти судового переслідування Велчмана, британський уряд не зміг на законних підставах заборонити публікацію. Цікава реакція прем'єр-міністра Маргарет Тетчер: невелика записка, в якій написано: «А хто видавці?». Укладення та поправки до криптоаналізу часів війни були додані у видавництві 1986 року From Polish Bomba to British Bombe: the birth of Ultra в Intelligence & National Security, Vol 1, No l.  Перевидання The Hut Six Story, включило ці поправки, що сталося в 1997 році.

## Родина
Був тричі одружений. Мав п'ятеро дітей (двоє усиновлених) і вісім онуків.

## Книги про Гордона Велчмана
28 лютого 2014 року видавництвом Frontline Books була випущена книга Джоела Грінберга (англ. Joel Greenberg) Gordon Welchman: Bletchley Park's Architect of Ultra Intelligence. Автор книги провів багато часу, розмовляючи з дітьми Велчмана — Ніком, Сюзен і Розамондою. За словами Джоела Грінберга, більша частина книги заснована на особистій кореспонденції Велчмана, яку його родина дбайливо зберігала з 1985 року.

## Виноски
1. ↑  Доручення надійшло від Cambridge University Press.
2. ↑  Наприклад, серед провідних університетських альпіністів, дослідників.
3. ↑  Молода актриса і співачка.
4. ↑  Вони зустрілися в літньому музичному таборі.
5. ↑  Весілля пройшло в парафіяльній церкві в селі Пангборн (англ. Pangbourne) графства Беркшир на півдні Англії.
6. ↑  Технічний персонал Блетчлі-Парк складався в основному з молодих дівчат і жінок, часто схильних до витівок і витівок. 30-літніх аналітиків вони прозвали «противними дядьками» (The Wicked Uncles)
7. ↑  Секретний допуск видавався лише громадянам США
8. ↑  Під час війни всі співробітники Блэтчи давли безстрокову підписку про нерозголошення.